# Cito Gaston
Clarence Edwin Gaston  (né le 17 mars 1944 à San Antonio, Texas, États-Unis) est un joueur et manager de baseball à la retraite. Il a joué dans les Ligues majeures comme voltigeur pendant 11 saisons, de 1967 à 1978, mais est plus connu pour avoir dirigé les Blue Jays de Toronto pendant douze années.
Cito Gaston a mené les Blue Jays à deux conquêtes consécutives de la Série mondiale, en 1992 et 1993. Il s'agissait des deux premiers titres de l'histoire de la franchise, et des premiers remportés par une équipe du Canada. Gaston est aussi le premier gérant Afro-Américain à avoir gagné une Série mondiale.
Il a été élu en 2002 au Temple de la renommée du baseball canadien.